# 魏学柱
魏学柱（1948年—），河南新野人，汉族，中华人民共和国政治人物、第十一届全国人民代表大会河南地区代表。
毕业于河南农业大学经济管理专业，是中共党员。担任河南新纺公司董事长。2008年起担任全国人大代表。